# Estação Ferroviária de Rede
A Estação Ferroviária de Rede (nome anteriormente grafado como "Rêde"), é uma interface da Linha do Douro, que serve a localidade de Rede, no Distrito de Vila Real, em Portugal.

## Descrição

### Localização e acessos
Situa-se junto à localidade de Rede, na freguesia de Vila Marim, concelho de Mesão Frio, distrito de Vila Real.

### Infraestrutura
Em Janeiro de 2011, possuía duas vias de circulação, ambas com 296 m de comprimento; as duas plataformas tinham 178 e 153 m de comprimento, e 30 e 90 cm de altura. Em Outubro de 2004, esta interface tinha a classificação E (Estação) da Rede Ferroviária Nacional. O edifício de passageiros situa-se do lado norte da via (lado direito do sentido ascendente, a Barca d’Alva).

### Serviços
Em dados de 2023, esta interface é servida por comboios de passageiros da C.P. de tipos regional e inter-regional, tipicamente com doze circulações diárias em cada sentido, entre o Porto (Campanhã ou São Bento) ou Marco de Canaveses e Pocinho ou Régua ou Pinhão.

## História

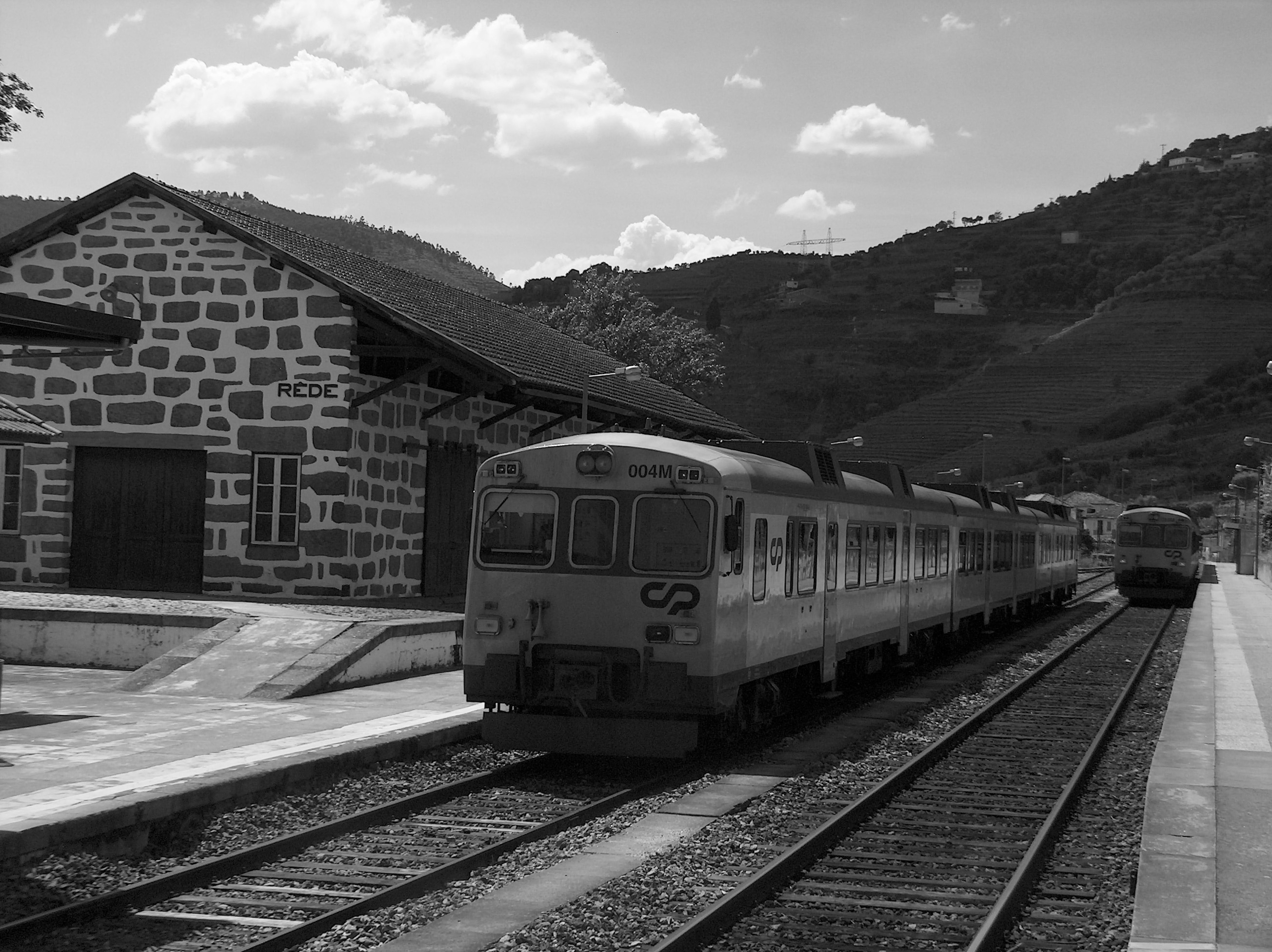
O armazém da estação, já sem acesso direto às vias mas preservado em 2013.

Esta interface faz parte do lanço entre Juncal e Régua da Linha do Douro, que abriu à exploração em 15 de Julho de 1879.
Em 1903, faltava construir um ramal de estrada entre a estação e a Estrada Real 34, com cerca de 200 m, e estava planeado um outro a partir da Estrada Distrital 80 até à margem Sul do Rio Douro, em frente à estação. Em 3 de Novembro do mesmo ano, foi aprovado o projecto e o correspondente orçamento para a instalação de um ramal de estrada entre a Estação e o cais de Rede.

Em 1934, a comissão administrativa do Fundo Especial de Caminhos de Ferro aprovou a realização de obras de expansão na estação de Rede, tendo o projecto da Companhia dos Caminhos de Ferro Portugueses sido aprovado pelo governo em 28 de Dezembro desse ano. Em 16 de Abril de 1935, a Gazeta dos Caminhos de Ferro noticiou as obras estavam quase concluídas, tendo sido terminadas ainda nesse ano.
A 21 de Novembro de 2022, um comboio InterRegional da Linha do Douro descarrilou às 07:05 ao embater em pedras caídas na via devido ao mau tempo. O alerta foi dado às 07:35 e o tráfego no troço entre Rede e Ermida foi suspenso.